# 柬埔寨華人
柬埔寨華人指的是从中国移民到柬埔寨的華人及混有華人血統的柬埔寨人，早年主要为清朝末年以及民國时期從中國廣東、福建、海南移民及其后裔，如今亦有不少在柬埔寨内战后赴柬生活的中国移民。在高棉語中，Khmer kat Chen（ខ្មែរកាត់ចិន）用於混合柬族和華人血統的人，Khmer Chen （ខ្មែរចិន） 表示在柬埔寨出生的華人。1960年代末及1970年代初，華人是柬埔寨最大的少數民族；估計有42.5萬。但到了1984年，有華人血統的柬埔寨人只剩下61,400人了，上世纪70-80年代由於戰爭、經濟及恐怖統治的因素使柬埔寨華人移民至北美或澳大利亞其他國家。现今柬埔寨華裔總數量约90萬（其中潮汕民系占70%），這一比例在東南亞僅次於新加坡與馬來西亞。
儘管柬埔寨总人口相對較少，但柬埔寨華人一直都不遺餘力地傳承中華文化，各政商界侨领积极援助财力、物力兴办发展柬埔寨华文教育，培养技术人才，推动与中国的交流。
柬埔寨華人自祖先移居到此就在柬埔寨艰苦创业，勤劳耕耘，为国家经济、华文教育、社会发展做出了杰出贡献，直到现在柬埔寨华人在工商界以及柬埔寨的政治界上一直扮演領導角色。在柬埔寨經濟中也占有相當庞大的份量。柬埔寨華人在柬埔寨工商业、制造业、农业、銀行業等中特別有影響力，在金融貸款和百货商店企業普遍存在。
自2013年来，大量自中国大陆的新移民移居金边市、西哈努克市定居或开展商業活動，在柬埔寨長期居住，并在持续增多，是东南亚中国新移民增速最快的国家。

## 歷史

### 早期
柬埔寨最早有華人定居紀錄可追溯到13世紀後期。元朝使者周達觀於 1296 年訪問柬埔寨時，就提到吳哥有中國居民。 葡萄牙船員在17世紀初發現金邊有華人居住。明朝滅亡後，鄚玖和楊彥迪鼓勵福建和廣東的居民到印度支那定居。多數華人移民與當地高棉族婦女通婚進而融入柬埔寨社會。

### 法屬印度支那時期（1867–1950）
法國殖民政府於 1873 年首次提出立法，將中國移民歸類為「外來人口」，並對其徵收居民稅。諾羅敦國王在 1884 年引入了一項立法改革，要求華人移民繳納更高的居民稅，但對獲得柬埔寨公民身份的華人並無此限制。 柬埔寨成立了五個華人協會，分別是廣肇、福建、潮州、客家和海南。華人移民必須在協會登記後才能在柬埔寨定居。這五個協會中都會選出一個領導，負責維護同胞的法律、秩序和稅收。

### 獨立後
法國殖民者管理柬埔寨華人社群的制度中止於1958 年法國結束殖民時。1960 年代，在金邊的華人社區事務往往由華人醫院委員會處理，該組織旨在資助和管理早先為華人社區建立的醫院。1971年，政府授權成立了一個新的機構——柬埔寨華人聯合會，這是第一個接納柬埔寨所有華人的組織。根據其章程，該聯合會旨在「在社會、文化、公共衛生和醫療領域幫助華裔公民」，管理金邊和其他地方華人社群共同擁有的財產，並促進華人和高棉人之間的良好關係。柬埔寨有相當大比例的人口是華裔和高棉人混血的人口。

### 紅色高棉時期
紅色高棉時期對於柬埔寨華人是一個大浩劫，當紅色高棉佔領一個城鎮時，都會將當地商業收歸己有，大量商人（多數為華人）財產被沒收。由於華人多為資產階級且多數受過良好教育，使得紅色高棉視華人為眼中釘。 多數華人和柬埔寨其他民族一樣受到紅色高棉殘酷迫害。紅色高棉的幾位官員本身有華裔血統，如農謝、英薩利、喬森潘、康克由、宋成、塔莫克甚至是波布本人。 在 1970 年至 1990 年的柬埔寨各個政權期間，華人企業和文化被完全禁止和摧毀，許多華人逃離該國。

### 柬埔寨人民共和國時期
隨著越南入侵柬埔寨和民主柬埔寨政府垮台，新的柬埔寨人民共和國政府解除了紅色高棉時期對華人的一些限制。允許使用中文報紙，取消在家說漢語的禁令。在 1989 年後華裔的條件有了很大改善。柬埔寨政府允許華人實踐自身的宗教文化習俗，並重新開放了中文學校。1991年的農曆春節是柬埔寨華人自 1975 年以來首次正式慶祝的農曆新年。

### 柬埔寨王國時期（1993年至今）
1993年柬國恢復君主制度後，大量中國大陸公司在柬埔寨投資，柬埔寨華人重新活耀於經濟界。
由於許多中國大陸商人在柬埔寨投資，許多華裔柬埔寨人積極學習漢語為了就業和商業原因。華人社群的人數在 2000 年又開始增加。華文學校出現了巨大的增長，並得到中國政府的資助。1993 年以後，柬國開始出版一些中文報紙，1998 年以後，柬埔寨國家電視台有了中文新聞。現今，柬埔寨華人已不會再遭受如同赤柬時期的迫害與歧視。

## 人口統計
根據柬埔寨政府統計，2013年約有15,000人（佔總人口的0.1％）為華人後裔。金邊中華協會估計約有70萬柬埔寨人至少有部分華人血統。1962年進行的一次政府人口普查顯示，柬埔寨有163,000人登記為華人，佔全國總人口的3％。在柬埔寨法院特別法庭估計，柬埔寨華人人口在1965年有300,000人至 435,000人；中央情報局估計，在1975年柬埔寨華人人口大約有444,000人。1961年，學者威廉·威爾墨特（William Willmott）實地考察發現，柬埔寨有42.5萬的華人，佔當時總人口的7.4％。 威廉·威爾墨特指出，有華人通過婚姻同化進入高棉人社群在政府普查中被認定為高棉人。2004年至2008年間的官方普查顯示，華人佔柬埔寨全國城鎮人口的0.3％，主要集中在金邊，而華人在2004年至2013年期間在柬埔寨農村人口的0.0％至0.1％之間波動。1963年，威廉·威爾墨特在柬埔寨城鄉研究華人，其中59％的華人生活在城鎮，41％居住在農村。金邊的華人人口為13.5萬人，佔全市總人口的三分之一（33.5％）。

## 祖籍
柬埔寨的華人主要來源自漢族的潮汕民系、客家民系、廣府民系、閩南民系、海南民系等五支民系。

### 潮州人
潮州人構成柬埔寨最大的華人民系，佔柬國華人人口約77％。約85％的潮州人來自廣東揭陽、潮陽和普寧。潮州移民柬埔寨最早的紀錄可以追溯到十六世紀，當時以林道乾為首的一些中國海盜定居在柬埔寨。在1860年代以前，並無大規模的潮州人從潮汕地區移民至柬埔寨；在十九世紀後期，少數潮州人移居到柬埔寨。潮州人大規模移居至柬埔寨在1920年代和1930年代，成為柬埔寨主要的華人民系。約48％的潮州人生活在農村，約佔農村華人人口的90％。1962年135,000名華人中，約有10萬人為潮州人。鄉村地區的潮州人一般職業為經營雜貨店、農村信貸管理、大米商人或農民。在金邊和小城鎮中，潮州人通常是轉口貿易商、藥師或街頭小販。

### 廣府人
廣府人在高棉語中被稱為「Chen-Catung」，為17世紀至20世紀初在柬埔寨最大的華人民系。廣府人主要居住在城市。當中約有40％集中在金邊，其他則分佈在馬德望、磅湛、磅清揚和桔井市，並至少構成華人人口的30％。大約55％的廣府人來自東莞縣、三水縣、南海縣和花縣。

### 福建人（閩南人）
柬埔寨福建人被認為是定居於柬埔寨最早的華人群體，大部分的柬埔寨福建人來自福建泉州和廈門，主要定居在金邊和馬德望，馬德望的許多高棉族家族聲稱有一些漢族福建人的血統。柬埔寨福建人大部分從事轉口貿易或銀行業。

### 海南人
海南人，指來自海南島的閩民系，其中80％以上來自文昌縣，他們從18世紀初移居至柬埔寨。早期的海南移民一開始為轉口貿易商，但在18世紀末轉為胡椒貿易商。他們在貢布省建立胡椒種植園，成為該省占主導地位的華人民系。詩梳風和安貝爾也有小規模的華裔海南人社群。在1950年代，許多海南人搬到金邊去開設中國餐館和酒店。

### 客家人
柬埔寨客家人大約有65％來自廣東梅州和河源。柬埔寨客家人中有70％的客家人住在金邊，主要行業為中醫和製鞋業。在茶膠省、上丁省和臘塔納基里省的客家人主要從事蔬菜種植和橡膠種植園工人。這些省分的華裔客家人主要為18和19世紀從北圻和交趾支那進入柬埔寨。

## 宗教
柬埔寨華人通常信奉中國民間信仰包括與道教，儒教和佛教。大多數華人家庭至少擁有一個或多個神龕，供奉各種神佛，如灶神、關公、觀音、媽祖、王爺等。在農曆新年等華人節日的時候，柬埔寨華人攜帶香燭、紙錢及其他供品至寺廟敬神禮佛。少數柬埔寨華人信奉漢傳佛教。柬埔寨華人家庭一般不信奉上座部佛教，也不會將他們的孩子送到上座部佛教佛寺，除了那些已經融入高棉族社群的華人後代。在1990年代和2000年代，和中國商人做生意的柬埔寨華裔商人，重新採用中華文化和宗教習俗。在家中和商店內設置中國民間信仰的神龕，並表示採取這種做法是與中國建立更密切聯繫的必要條件。

## 貿易和工業
如同大多數東南亞國家一樣，華人主導著柬埔寨的商業活動。 精明的企業家掌管了柬國大部分經濟命脈。華人對於佔多數的高棉人擁有巨大的經濟影響力，並在維持國家的經濟活力和繁榮方面發揮著關鍵作用。 華人是柬埔寨最具社會經濟和政治影響力和影響力的社群之一，主導著整個柬埔寨的商業部門，與當地的高棉人相比，雖然人口少，卻憑藉其強大的經濟優勢，華裔幾乎構成了整個柬埔寨的富人階級；在這種結構中，柬埔寨作為一個多元族群社會，一個人在經濟結構中的位置取決於一個人的種族。華裔柬埔寨人「不僅形成了一個獨特的民族社群，而且總體上還形成了一個經濟階層」。
華人在柬埔寨的主導經濟地位可以追溯到法國殖民前，中國商人經常與高棉君主保持買賣關係。不列顛哥倫比亞大學的漢學家威廉·威爾莫特（William Willmot）估計在1963 年，柬埔寨的華人有90%經商。華人在柬埔寨經濟扮演至關重要的角色，掌握了柬埔寨幾乎所有的國內貿易和很大一部分製造業，包括碾米和運輸業。現今，柬埔寨華人有60%居住在城市經商，其餘從事個體戶、食品加工商（如大米、棕櫚糖、水果和魚）和錢莊的工作。
在柬埔寨都市中，華人主導著眾多行業，例如零售、酒店、進出口貿易、輕工業、食品加工、飲料、印刷和加工廠 ；除此此外，柬埔寨的富豪幾乎都有華裔血統。
在柬埔寨農村地區，柬埔寨華裔商人經營雜貨店，為高棉族農民提供必需品，如農業用品、從中國進口的雜貨、沙籠、圍裙、竹籃、香水、煤油、酒以及煙草 ；並在貢布省和戈公省部分地區種植黑胡椒和水果（尤其是紅毛丹、榴蓮和椰子），也有從事捕魚業。
19 世紀，法國殖民者施行資本主義政策而允許華人擁有的企業蓬勃發展。 威爾莫特估計，到 20 世紀中葉，華人社群控制了柬埔寨92%的經濟。
柬埔寨華人在城市進行貿易，並在農村地區擔任店主、錢莊經營和技術士，而華人農民控制著柬埔寨利潤豐厚的胡椒產業。

## 知名人士
- 洪森（ហ៊ុន សែន）：柬埔寨首相、親王、柬埔寨人民黨主席
- 龍諾（លន់ នល់）：高棉共和國總統（高棉族、華人混血）
- 桑蘭西（សម រង្ស៊ី）：柬埔寨救國黨主席
- 宋安（សុខ អាន）：柬埔寨副首相
- 文拉妮（ប៊ុន រ៉ានី）：柬埔寨首相洪森的夫人
- 狄班（ទៀបាញ់）：柬埔寨國防部長（泰族、華人混血）
- 林麗蟬（លីន លីចាន់）：柬埔寨華人，現為中華民國政治家
- 李添丁（លី ធាមតេង）：柬埔寨作家
- 陳豐明（គិត ម៉េង）：柬埔寨商人、勛爵
- 李永法（លី យ៉ុងផាត់）：柬埔寨商人、勛爵
- 辛·西薩木（ស៊ីន ស៊ីសាមុត）：柬埔寨歌手（高棉族、佬族、華人混血）
- 占蒲拉西（ចម ប្រសិទ្）：柬埔寨工業和手工業部長